# E79
La ruta europea E79 és una carretera que forma part de la Xarxa de carreteres europees. Comença a Miskolc (Hongria) i finalitza a Salònica (Grècia) passant per Sofia. Té una longitud de 1160 km. Té una orientació de nord a sud i passa per Hongria, Romania, Bulgària i Grècia.